# American Bulldog
Der American Bulldog ist eine nicht von der Fédération Cynologique Internationale (FCI) anerkannte Hunderasse aus den USA. Die Rasse wird seit dem 1. Januar 1999 vom United Kennel Club (UKC) und seit 2019 vom American Kennel Club (AKC) anerkannt. Auch die RKF, die russische Kynologenvereinigung innerhalb der FCI, erkennt die Rasse an und vergibt einen nationalen Championtitel (nach Anwartschaften über CAC, Certificat d’aptitude au Championnat).
Es wird vermutet, dass der American Bulldog überwiegend von English Bulldogs abstammt und Boxer, Dogo Argentino und Pointer bei der Entstehung der Rasse eingekreuzt wurden.

## Beschreibung
Der American Bulldog ist ein typischer Vertreter der Bulldoggenfamilie, bis 66 cm groß und 58 kg schwer.
Es gibt mehrere Schläge bzw. Typen: Leichtere Arbeitslinien (z. B. SCOTT-Standard-Type) und den schweren Ausstellungstyp (JOHNSON-Bully/Classic-Type) sowie den Hybrid-Typ, der eine Mischform aus Standard und Bully ist. Der Hybrid-Typ wird bei Ausstellungen in einer der beiden Haupttypenklassen gerichtet, ausgehend davon, wo der jeweilige Hybrid-Hund phänotypisch hintendiert. SCOTT-Linien sind in der Regel schlanker und haben einen längeren Fang, da diese auch zur Wildschweinjagd eingesetzt wurden. Das Fell ist bulldoggentypisch kurz und anliegend. Laut UKC-Rassestandard sind alle Farben zulässig mit Ausnahme von komplett schwarz oder blau ohne Marken, tricolor (weiß mit schwarzen und lohfarbenen Marken), merle und einer komplett schwarzen Maske.

## Merkmale
Das Gebiss des Bulldogs variiert zwischen Standard-Type und Bully-Type. Der Bully hat einen starken Vorbiss des Unterkiefers. Dies ist darauf zurückzuführen, dass der Bulldog früher als Bewacher der Bullen auf dem Markt eingesetzt wurde. Dank dem Vorbiss war es ihm möglich, einen ausgebüxten Bullen zu schnappen und auf den Boden zu drücken und dabei noch immer Luft zu erhalten. Die Falten unter den Augen waren dazu da, damit das Blut der Bullen ablaufen konnte, ohne dass es dem Bulldog in die Augen lief. Eine schwarze Nase (Blacknose) ist ein positives Merkmal. Eine helle Nase (Rednose) ist ein kosmetischer Fehler, ebenso ein blaues Auge.
Bei Ausstellungen werden neben dem Gebäude des Hundes auch das Gebiss, das Wesen, die Knochenstärke, der Rücken und die generelle Struktur bewertet und gerichtet.
Der Standard-Type hat neben einer längeren Schnauze auch keinen Vorbiss des Unterkiefers, er ist schmaler und oftmals leichter, wobei der Widerrist oft höher als die der Bullies ist.

## Verwendung
Der American Bulldog entspricht am ehesten noch dem Typen des alten Bullenbeißers.
Während er in den USA heute noch zur Jagd auf Wildschweine eingesetzt wird, ist er hier meist Familien- und Begleithund.

## Gesundheit
Bis auf die Probleme, die einigen weißen Hunderassen gemein sind (Allergien und Schwerhörigkeit), ist der American Bulldog bis heute ein relativ gesunder Hund, da bei ihm immer die Funktion und weniger die züchterische Übertreibung bestimmter Merkmale im Vordergrund stand.

## Rassenproblematik
Der American Bulldog zählt in Deutschland in den Bundesländern Bayern, Hessen und Nordrhein-Westfalen zu den Listenhunden. Durch einen Wesenstest kann die generell angenommene Gefährlichkeit in Bayern und Nordrhein-Westfalen widerlegt werden. In Hessen wird für American Bulldogs und deren Kreuzungen eine Gefährlichkeit vermutet, weshalb zur Haltung eine Erlaubnis nötig ist, die unter anderem an einen Wesenstest gebunden ist.
In der Schweiz steht der American Bulldog im Kanton Tessin auf der Rasseliste; zur Haltung ist dort eine kantonale Bewilligung erforderlich. Im Kanton Zürich wiederum gilt der Hund lediglich als massiger Hund. Mit Hunden des Listentyp I (große oder massige Hunde) muss eine Ausbildung absolviert werden. Das dänische Hundegesetz in der Fassung von 2010 enthält den American Bulldog auf seiner Rasseliste, was ein weitgehendes Verbot von Haltung, Zucht und Einfuhr bedingt. Bei Hunden, die dieser Rasse ähnlich sehen, muss der Besitzer Rasse oder Typ des Hundes dokumentieren können. Eine Durchreise von Hunden, die das Auto nicht verlassen (Die Reise darf nicht lange unterbrochen werden, jedoch sind kurze Gassigänge erlaubt, sofern der Hund Auslauf benötigt), ist erlaubt.